# 迪臣建設
迪臣建設國際集團有限公司，簡稱迪臣建設國際集團、迪臣建設國際，以及迪臣建設（英語：Deson Construction International Holdings Limited，港交所：8268），1988年，由謝文盛（主席）和王克端於香港（總部）成立「迪臣發展有限公司」，行政總裁姜國祥。
2014年8月初，母公司迪臣發展國際計劃分拆業務，該公司業務於香港和中國內地經營建築及工程承包行業，並會作出安排。
股份在2015年1月8日於港交所創業板上市。配售股份價格為0.375港元至0.4港元之間，股份為5000萬股，集資額為1660萬港元。完成上市後，母公司把持有該公司90.1%降至51.18%。

## 連結
- Deson-c.com （页面存档备份，存于）